# Graf-Haeseler-Kaserne (Lebach)
Die Graf-Haeseler-Kaserne in Lebach ist die älteste Garnison der Bundeswehr im Saarland. Sie wurde 1936 erbaut und erhielt am 9. Dezember 1966 den Namen „Graf-Haeseler-Kaserne“, benannt nach dem preußischen Generalfeldmarschall Gottlieb von Haeseler (1836–1919), der den Lebacher Raum, insbesondere den Hoxberg, bereits um 1890 als Oberbefehlshaber des XVI. Armee-Korps aus Metz, als Manövergelände nutzte.
Die Kaserne liegt zentral im Lebacher Stadtteil Jabach, an der Dillinger Straße.

## Geschichte
Nach der Rheinlandbesetzung 1936 begann man auch auf dem Gebiet des früheren Saargebiets mit der Planung neuer Kasernen. So begann ab 1936 der Bau zweier Kasernen in Lebach-Jabach in der Dillinger Straße. Eine Kaserne für Teile des Artillerie-Regiments 36, die heutige Graf-Haeseler-Kaserneine Kaserne und direkt angrenzend eine Kaserne für Teile des Grenz-Infanterie-Regiments 125.

### Kasernengebäude des Artillerieregiments, heutige Graf-Haeseler-Kaserne
Der Baubeginn der Kaserne war 1936/37, allerdings wurde sie wegen des Krieges nicht mehr fertiggestellt und die Gebäude blieben als Rohbau stehen. Bei Ausschachtungsarbeiten des südwestlichen Gebäudes wurden Fundamente einer römischen Villa (Villa Weinheck) gefunden. Die Fundstücke sind beim Museum für Vor- und Frühgeschichte ausgestellt. Dieses Gebäude wurde während eines Bombenangriffs am 9. Dezember 1944 am stärksten beschädigt. Nach Kriegsende wurden in den Gebäuden Ferngläser und Mikroskope hergestellt. 1951 wurde ein Stationierungsabkommen vereinbart und nach der Sanierung zogen 1952 französische Panzertruppen ein. Nachdem das Saarland am 1. Januar 1957 in die Bundesrepublik Deutschland eingegliedert wurde, zog das französische Militär 1958 ab. Am 14. April 1961 zog das Fallschirmjägerbataillon 261 der Bundeswehr in die „Neue Kaserne“ ein.
1962 ging der etwa 10 km entfernte Standortübungsplatz Höll in Betrieb.
1964 diente die Kaserne und dort stationierte Soldaten als Kulisse für Fernsehaufnahmen von Lale Andersen mit dem Lied Lili Marleen. Durch Generalmajor Christian Schaeder wurde die Kaserne am 9. Dezember 1966 in „Graf-Haeseler-Kaserne“ umgetauft.
1969 erlangte die Kaserne bundesweite Aufmerksamkeit durch den sogenannten Soldatenmord von Lebach. Am 20. Januar 1969 wurde die Standortmunitionsniederlage (StOMunNdlg) von zwei bewaffneten Personen überfallen, wobei vier Soldaten getötet und der fünfte schwer verletzt wurde.
Im Zuge der Bundeswehrreform kam es zu Veränderungen in der Graf-Haeseler-Kaserne. So wurde das Fallschirmjägerbataillon 261 aufgelöst und statt des Brigadestabs (LLBrig 1/StKp) wurde eine Luftlandeaufklärungskompanie (LLAufklKp 260) in Lebach stationiert. Die Verlegung des Stabes von Saarlouis nach Lebach war für das II. Quartal 2016 geplant, jedoch verblieb der Stab sowie die Stabs- und Fernmeldekompanie der Luftlandebrigade 1 in der Graf-Werder-Kaserne in Saarlouis. Des Weiteren wurde die Fernmeldekompanie Eurokorps, vorher stationiert in Sigmaringen nach einer Zwischenstationierung in Saarlouis, in die Graf-Haeseler-Kaserne verlegt. Seit Oktober 2019 ist zudem die Betreuungsstelle der Bundeswehr für „Zivilberufliche Aus- und Weiterbildung“ (ZAW) in Lebach beheimatet.
Im Zuge der COVID-19-Pandemie in Deutschland wurde auf dem Kasernengelände ein öffentliches Impfzentrum zur COVID-19-Impfung eingerichtet, welches komplett von der Bundeswehr betrieben wurde. Im Rahmen eines 24/7-Betriebs konnten dort kalendertäglich bis zu 1.000 Personen geimpft werden.

### Kasernengebäude des Infanterieregiments

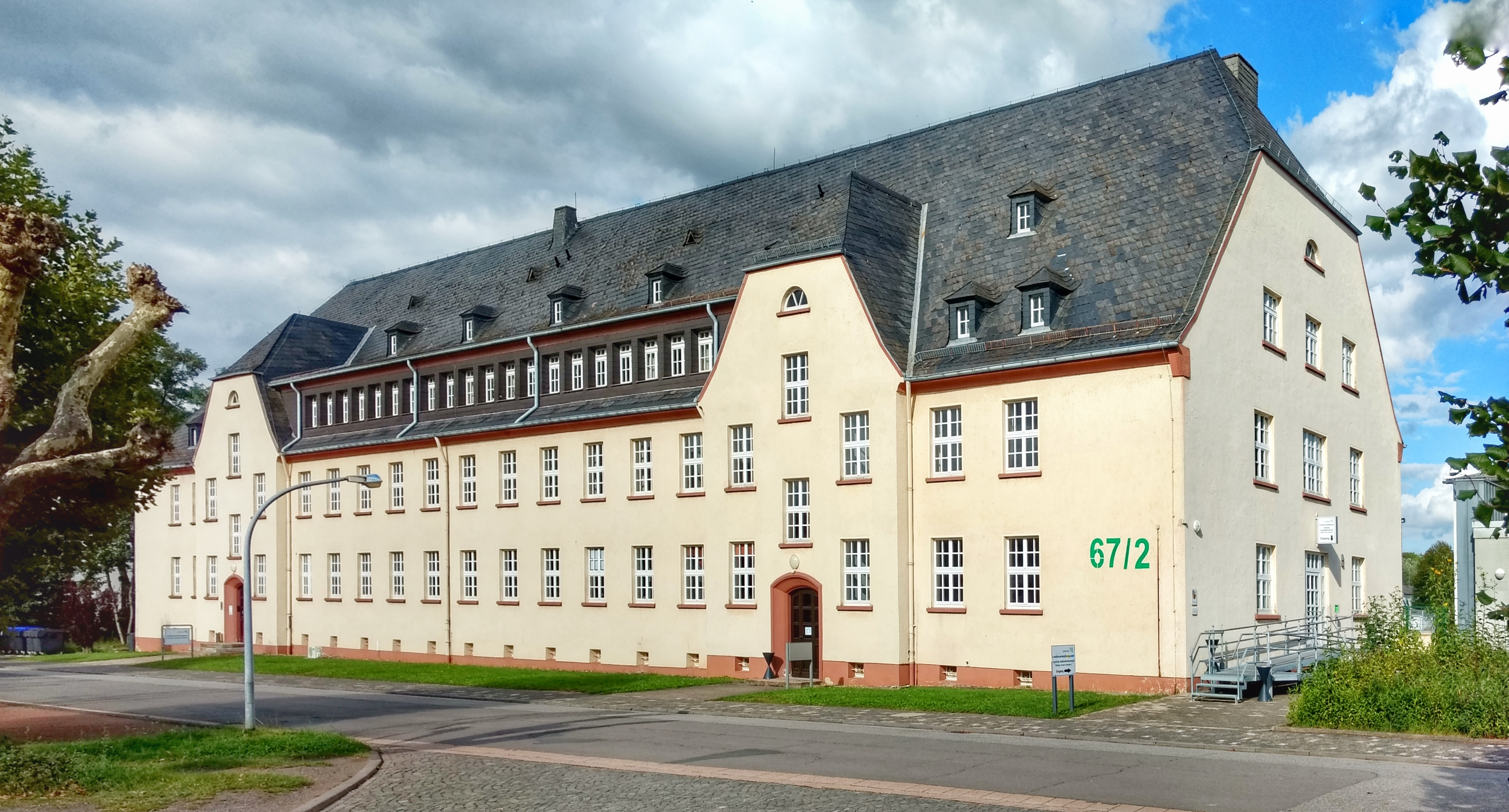
Gebäude der ehemaligen Herrmann-Göring-Kaserne

Die Grundsteinlegung der Kaserne „Hermann Göring“ fand am 26. Juni 1938 statt, das Richtfest ein Jahr später, die Fertigstellung erfolgte Juni 1940. Die Kaserne war durchgehend mit Soldaten besetzt und diente zusätzlich ab Oktober 1940 für 2000 und ab September 1941 für 3000 Verwundete als Lazarett. 1944 wurde das Lazarett aufgelöst und ein Feldlazarett blieb bestehen. Nach dem Ende der Kampfhandlungen im Saarland, besetzte die US-Armee ab dem 18. März 1945 zunächst die Kaserne. Ab April 1945 wurde die Kaserne ein Flüchtlings- und Durchgangslager durch die Nothilfe- und Wiederaufbauverwaltung der Vereinten Nationen (UNRRA) eingerichtet. Ab Juli des gleichen Jahres rückte die französische Armee in die Kaserne ein. Im Frühjahr 1947 bezog ein katholisches Lehrerseminar mit angeschlossenem Internat Teile der Gebäude. Später kamen weiterführende Schulen hinzu. Heute beherbergen die Gebäude zwei Gymnasien, eine Realschule, eine Blinden- und Gehörlosenschule sowie die Landwirtschaftskammer des Saarlandes und die Volkshochschule Lebach.

## Aktuelle Einheiten
- Fernmeldekompanie Eurokorps (H)
- Luftlandeaufklärungskompanie 260 (H)
- ZAW-Betreuungsstelle (H)
- Sanitätsversorgungszentrum Lebach (ZSan)
- weitere kleine Dienststellen

## Ehemalige Einheiten
- Fallschirmjägerbataillon 261 (H) (1961–2015)
- Luftlandeversorgungsbataillon 266 (H) (1966–1969)
- Luftlandemörserkompanie 260 (H) (1971–1996)
- Luftlandesanitätskompanie 260 (H) (1982–2002)
- Sanitätsstaffel Lebach (ZSan) (2007–2015)